# ペルソナ4 ダンシング・オールナイト
『ペルソナ4 ダンシング・オールナイト』（ペルソナフォー ダンシング・オールナイト、PERSONA4 DANCING ALL NIGHT）は、アトラスが開発し、セガより2015年6月25日に発売されたPlayStation Vita用ゲームソフト。アメリカでは同年9月29日、ヨーロッパでは同年11月6日に発売された。

## 概要
『ペルソナシリーズ』の外伝的な位置付けであるが、内容は同シリーズの楽曲を使用したリズムアクションゲーム。略称は「P4D」。
ペルソナ4のBGMのアレンジ楽曲に加え、テレビアニメで使用された楽曲が登場。登場する曲のアレンジャーにはシリーズサウンドディレクターである目黒将司と同社コンポーザーの小塚良太に加えて、浅倉大介と小室哲哉を起用が発表されている。
追加楽曲やコスチューム、アクセサリーはDLCとして有料配信されている。初回特典でコスチュームのDLCが付いているが、通常版でも有償DLできる。

### PlayStation 4版
単体でのPlayStation 4版の発売はないが、2018年5月28日発売の『ペルソナ3 ダンシング・ムーンナイト』と『ペルソナ5 ダンシング・スターナイト』がセットになったPS4用ソフト『ペルソナダンシング オールスター・トリプルパック』に本作のPS4版（ダウンロード専用）が収録されている。
PS Vita版とのクロスセーブには非対応だが、PS Vita版のダウンロードコンテンツには対応している。

## ストーリー
事件解決後の夏。都会に戻った久慈川りせはアイドル活動を再開し、忙しい毎日を過ごしている。都会では最近、「午前0時にあるサイトで流れる奇妙な動画を開くと”向こう側”に連れて行かれ、二度と目を覚まさない」という奇妙な都市伝説が流行していた。
とあるきっかけで”向こう側”に連れていたかれた、りせはその世界が『マヨナカステージ』と呼ばれ、後輩アイドルの真下かなみが所属するグループ「かなみんキッチン」のメンバーが連れて行かれた事を知る。鳴上ら「特別捜査隊」の仲間にSOSを出し、かなみ達の救出に挑む。

## 登場人物

### メインキャラクター
鳴上 悠（なるかみ ゆう)
声 - 浪川大輔
本作の主人公。都会に戻った後は元の暮らしをしていたが、高校三年生の休みにりせからの『お願い』がきっかけで仲間の面々や従妹の菜々子と叔父の遼太郎と再会する事になる。
久慈川 りせ（くじかわ りせ）
声 - 釘宮理恵
今をときめく売れっ子アイドルの高校二年生。同じ事務所で後輩のかなみが所属する「かなみんキッチン」のメンバーが「マヨナカステージ」にいる事を知り、救出を決意する。
そして、主人公達に”絆フェス”と呼ばれる多くのアイドル達が出場するイベントでバックダンサーの出演を依頼する『お願い』を持ちかけた。
真下 かなみ（ました かなみ）
声 - 寿美菜子
りせと同じ事務所のアイドルグループ「かなみんキッチン」のメンバーである少女。りせの妹分として人気のアイドルである高校一年生。アイドルになるきっかけとなった憧れの人物がいる。普段の時は黒髪に黒いナイロールフレームのメガネをかけた地味な見た目となる。
花村 陽介（はなむら ようすけ）
声 - 森久保祥太郎
ダンススタイル：ヒップホップ
主人公のよき”相棒”の高校三年生。とあるきっかけで、他の特別捜索隊のメンバーと一緒に主人公とりせに再会。
かなみのファンでもあり写真撮影をしていたかなみを目撃した際に「生かなみんとかマジでありがとうございます！」とやや興奮気味に喜びを表している。
持ち前の軽い身のこなしを生かしたヒップホップダンスで敵に挑む。
里中 千枝（さとなか ちえ）
声 - 堀江由衣
ダンススタイル：ストリート系カンフーダンス
特別捜索隊の一人で主人公と同じ高校三年生。カンフーが得意でダンスにも取り入れている。
天城 雪子（あまぎ ゆきこ）
声 - 小清水亜美 
ダンススタイル：オリジナル
特別捜索隊の一人で主人公と同じ高校三年生。流れるような動きやバレエの動きに雪子の個性が加わったオリジナルダンスで華麗に舞う。
白鐘 直斗（しろがね なおと）
声 - 朴璐美
ダンススタイル：ステージ系ダンス
特別捜索隊の一人でりせや完二と同じ高校二年生。代々警察に協力してきた探偵「白鐘家」の5代目の出自もあり、頭脳明晰。
社交ダンスの経験があるのか、主人公との会話で「社交ダンスなら何とかなるが、この類はてんでダメ」と語っている。
巽 完二（たつみ かんじ）
声 - 関智一
ダンススタイル：ロッキンベースのパワフル系ダンス
特別捜索隊の一人でりせや直斗と同じ高校二年生。大柄な体格といかつい見た目に反して料理や裁縫が得意な一面も持つ。
クマ
声 - 山口勝平
ダンススタイル：教育番組風創作ダンス
ペルソナ4でシャドウ達が存在する「テレビの中の異世界」にいた自由奔放な着ぐるみで、主人公達と事件を追っていくうちに人の姿を得た不思議な存在となっている。
エルヴィス・プレスリーを思わせる白いダンス衣裳はマヨナカステージで目立ちたいがために夜なべして作った特別製である。
堂島 菜々子（どうじま ななこ）
声 - 神田朱未
主人公の従妹。現実世界でかなみと出会い、ダンスの才能を見いだされた事で行方不明のかなみんキッチンのメンバーの代わりに”絆フェス”に参加すると同時にかなみや遼太郎と一緒に事件の真相を追うことになる。

### サブキャラクター
マーガレット
声 - 大原さやか
ベルベットルームの住人。ストーリーモードの導入部の案内も務める。
マリー
声 - 花澤香菜
ベルベットルームの住人。DLCを購入するとフリーダンスの専用曲をプレイする事が出来る。
足立 透（あだち とおる）
声 - 真殿光昭
八十稲羽署の刑事。DLCを購入するとフリーダンスの専用曲をプレイする事が出来る。
初音 ミク（はつね ミク）
声 - 藤田咲
バーチャルシンガーである少女。DLCで購入するとフリーダンスの専用曲をプレイする事が出来る。
井上 実（いのうえ みのる）
声 - 内匠靖明
りせ・かなみが所属する事務所のマネージャーでかつてはりせを受け持っていた。現在は「かなみんキッチン」の担当を務めている。かなみに「呪いの動画」の存在を話している。
堂島 遼太郎（どうじま りょうたろう）
声 - 石塚運昇
主人公の母方の叔父で菜々子の父親。八十稲羽署では「鬼刑事」と言われているベテラン。
りせと一緒に”絆フェス”に参加する主人公達に逢う菜々子の付き添いとして都会に出向いた際にかなみから「かなみんキッチン」のメンバーが行方不明になった事を聞いた後にかなみや菜々子と一緒に現実世界からアイドル失踪事件の謎と犯人を追うことになる。
中原 のぞみ（なかはら のぞみ）、上杉 たまみ（うえすぎ たまみ）、右島 すもも（みぎしま すもも）、左山 ともえ（さやま ともえ）
声 - 石原夏織（のぞみ）、内田彩（たまみ）、小見川千明（すもも）、本名陽子（ともえ）
かなみが所属しているグループ「かなみんキッチン」のメンバー。事件から行方不明となるが、後に主人公たちに救出される。
落水 鏡花（おちみず きょうか）
声 - 久川綾
かなみんキッチンのプロデュースを手掛けている女性。”絆フェス”の総合プロデューサーも務めている。自分にも他人にも厳しいことで有名であり、ファンの間でも恐れられている。

## 主題歌
オープニングテーマ「Dance!」
作詞 - Benjamin Franklin・RyoRca・南場優・Lotus Juice / 作曲・編曲 - 小塚良太 / 歌 - 平田志穂子・Lotus Juice
エンディングテーマ「カリステギア」
歌 - 真下かなみ（寿美菜子）

## 発表と発売
2013年11月にニコニコ動画にて行われた「特報！ペルソナチャンネル」内で発表されたタイトルの一つで、発表時は2014年秋の発売を予定していたが、東京ゲームショー2014におけるアトラス新作発表内で『ペルソナ5』と共に2015年への延期が発表された。また発表当初はディンゴとの共同開発とアナウンスされたが、アトラスのペルソナチームによる主導開発へと変更されディンゴは開発協力となっている。
本作の早期購入特典として『ペルソナ5』の特典映像ブルーレイが付属する。

## 漫画
タルタロス劇場
『電撃マオウ』・『ペルソナマガジン』で連載。作画は八十八良。ペルソナ3以降のシリーズを主なネタにしたギャグ系4コマ漫画。

## コラボレーション
- maimai ORANGE PLUS - セガ・インタラクティブから発売されている「maimai ORANGE PLUS」と、2015年稼働開始の「チュウニズム」とのコラボレーションが実施された。「maimai ORANGE PLUS」並びに「CHUNITHM」に本作の楽曲が登場する[14]。
- DENON - オーディオブランド「DENON」とのコラボレーション。ゲーム中で装備可能なアクセサリーにDENONのヘッドフォンが登場しているほか[15]、鳴上悠、久慈川りせ、花村陽介、里中千枝、堂島菜々子の撮り下ろし音声ガイダンスが収録された『AH-GC20 P4Dスペシャルエディション』を完全受注生産で発売した[9]。
- パセラ - 「カラオケパセラ」とのコラボレーション。期間中、コラボメニューや楽曲の配信などが行われた[16]。
- 初音ミク - ゲーム中に「Heaven feat.Hatsune Miku（ATOLS Remix）」の楽曲が配信され、初音ミク本人も登場した[17]。